# 大須賀康浩
大須賀 康浩（おおすが やすひろ、1953年11月18日 - ）は、大阪府出身のアマチュア野球指導者。

## 選手時代
浪商高では、遊撃手、三番打者として活躍。1970年春季近畿大会府予選決勝で、エース新美敏を擁するPL学園を延長13回の熱戦で降し本大会に進むが、1回戦で比叡山高に完封負け。翌1971年夏の甲子園府予選では、準決勝で泉尾高の田尾安志から本塁打を放ち快勝。しかし決勝で行澤久隆のいたPL学園に惜敗、甲子園出場を逸する。
卒業後は法政大学へ進学。東京六大学リーグでは、エース江川卓を擁し、1974年秋季リーグで優勝を経験。大学同期にプロ入りした岩井隆之、中西清治、桐蔭学園野球部監督となる土屋恵三郎、神港学園野球部監督となる北原光広らがいた。
大学卒業後は鐘淵化学へ進み新日鐵広畑の補強選手にも選ばれたが休部となり、土屋が所属する三菱自動車川崎に転籍。1978年の都市対抗では日本鋼管に補強され、準々決勝で大昭和製紙北海道から2スクイズを決めるなど活躍。木田勇の好投もあり決勝に進むが、東芝の黒紙義弘に完封を喫し準優勝にとどまる。1980年にはチームとして8年ぶりとなる都市対抗出場に貢献。翌1981年の都市対抗では準々決勝まで進み、新日鐵広畑の藤高俊彦から先制本塁打を放つが、7回に逆転され惜敗した。この時のチームメートには福家雅明、垣野多鶴らがいる。1987年まで現役を務め、1985年の第56回都市対抗野球大会では10年連続出場表彰を受けた。

## 指導者として
現役引退後は、三菱自動車川崎で助監督を経て監督に就任。1995年に社会人野球日本選手権大会で優勝。その後の全日本アマチュア野球王座決定戦でも母校・法大に快勝して日本一に導いた。
2001年に法大野球部コーチを務めた後、2002年から福井工大福井高野球部監督に就任。
2017年7月限りで勇退し、8月からは福井工業大学、福井工大福井高などを運営する金井学園の硬式野球部総監督に就任。

### 甲子園での成績
- 春選抜出場 2回：(第75回1回戦、第76回1回戦)
- 夏選手権出場 2回：(第84回2回戦、第86回2回戦)

### 主な教え子
- 玉木重雄（元広島東洋カープ投手）
- 渡邉博幸（元中日ドラゴンズ内野手）
- 西郷泰之（三菱自動車川崎-Honda内野手）
- 藤井宏海（元千葉ロッテマリーンズ内野手、投手）
- 山本翔也（元阪神タイガース投手）